# Lopúshne (Krémenets)
Lopúshne (ucraniano: Лопу́шне) es un municipio rural y pueblo de Ucrania, perteneciente al raión de Krémenets en la óblast de Ternópil.
En 2020, el municipio tenía una población de 5219 habitantes, de los cuales 743 vivían en la capital municipal homónima y el resto repartidos en diez pedanías. El municipio se fundó en 2015 mediante la fusión de los hasta entonces consejos rurales de Lopúshne y Velyka Hóryanka. Además de estos dos pueblos, pertenecen al actual municipio otros nueve: Bashuký, Vólytsya, Ivannya, Krútniv, Malá Hóryanka, Novýy Oléksynets, Raslavka, Roztóky y Starýy Oléksynets.
Se conoce la existencia del pueblo desde los siglos XV-XVI. En un documento de 1545 se menciona que el propietario del pueblo era Dmitro Vishnevetski. Su principal monumento es la iglesia de la Santa Intercesión, construida con ladrillo en 1916.
Se ubica unos 10 km al sur de Pocháyiv, cerca del límite con la óblast de Leópolis.